# Antônio Pais de Barros

Armas do barão de Piracicaba, as mesmas da família Barros.

Antônio Pais de Barros, primeiro barão de Piracicaba, (São Paulo, 4 de março de 1791 — São Paulo, 11 de outubro de 1876) foi um fazendeiro e nobre brasileiro.

## Biografia
Filho do minerador Antônio de Barros Penteado, da família Pais de Barros, e de Maria de Paula Machado, da família Jorge Velho. Em 1819 se casou com Gertrudes Eufrosina Aires de Aguiar, irmã do brigadeiro Rafael Tobias de Aguiar, e no mesmo ano seu irmão Bento, futuro barão de Itu, se casava com Leonarda, irmã de Gertrudes.
O barão teve seis filhos: Maria Rafaela Pais de Barros (1827-1895), Rafael Tobias de Barros, segundo barão de Piracicaba (1830-1898), Gabriela Pais de Barros, Antônia Pais de Barros, a marquesa de Itu (1838-1917), senador Antônio Pais de Barros (1840-1909) e o major Diogo Antônio de Barros (1844-1888), de quem foi sócio na primeira fábrica de tecidos de São Paulo.

## Atuação
Na década de 1810, introduziu a cultura do café na região Oeste do Estado de São Paulo, e tornou-se político influente.
Antônio Pais de Barros foi eleito deputado para as Cortes Gerais e Extraordinárias da Nação Portuguesa em 1821, mas não quiz ir tomar assento.
Foi um dos fundadores da cidade de Rio Claro em 1827.
Recebeu o título de barão de Piracicaba em 2 de dezembro de 1854.
Antônio Pais de Barros, quando, já idoso, decidiu transferir-se para São Paulo por volta de 1870. Com ele vieram filhos, genro e sobrinhos, que logo alcançaram cargos de destaque e posições de prestígio na sociedade paulistana daquele tempo, passando a manejar o poder político e o prestígio social que detinham das formas mais variadas, e dando início a um processo de migração das elites paulistas para a Capital que se prolongaria por décadas.
Em 1873 iniciou um projeto ambicioso em Salto, junto com Willian Fox, um representante de capitalistas britânicos, iniciou os preparativos para a construção de uma fabrica de tecidos, aproveitando a queda d'água ali existente. Mas o projeto não foi finalizado pois vendeu a propriedade e as benfeitorias feitas, antes de terminar a construção da fabrica, para uma companhia de Manchester.
Ele e sua família estão sepultados no Cemitério da Consolação.